# Battistero Neoniano
Il Battistero Neoniano, detto anche il Battistero degli Ortodossi, si trova a Ravenna e risale al V secolo.  Prende il nome dal vescovo Neone che ne fece proseguire la costruzione dopo il suo predecessore Orso. L'appellativo degli Ortodossi va invece inteso secondo il significato dell'epoca, che intendeva i cristiani della "retta dottrina" in contrapposizione all'eresia ariana.

## Storia
Col passaggio della sede vescovile da Classe a Ravenna alla fine del IV secolo, fu iniziata una nuova cattedrale, la Cattedrale Ursiana (dal nome del vescovo Orso Ursus), della quale sopravvivono pochi resti inglobati nell'attuale duomo di Ravenna e nell'attiguo Museo arcivescovile. Il Battistero fu avviato nei primissimi anni del V secolo dallo stesso vescovo Orso e terminato verso il 450 circa. Neone, nel 458 circa, intervenne con importanti opere strutturali, in particolare con la costruzione della cupola (alleggerita da tubi fittili) in sostituzione del soffitto originariamente piano, cupola che fu decorata con ricchi mosaici ancor oggi visibili.
Una vecchia tradizione, priva di fondamento storico, vuole che l'edificio fosse costruito sopra il calidarium delle antiche terme romane.

## Descrizione
Per via della subsidenza tipica di Ravenna il monumento oggi è interrato di circa 2 metri; in pianta presenta la forma ottagonale, secondo la numerologia che associava l'otto con la resurrezione, essendo la somma di sette, il tempo, più uno, Dio Padre. Esternamente ha un semplice rivestimento in laterizio, dal quale emergono quattro absidiole aggiunte nel X secolo, mentre le lesene e arcate cieche risalgono alla costruzione originaria e furono riprese da modelli settentrionali (cfr. la basilica Palatina di Costantino a Treviri o la basilica di San Simpliciano a Milano).

### Esterno
L'esterno è in laterizi come i coevi edifici ravennati, la sua semplice linearità è intervallata su ogni lato da una finestra e, nel registro sovrastante, da due archetti pensili ciechi binati.
La cupola è composta da filari di tubi in terracotta.

### Interno
Cupola
L'interno spicca per la decorazione di tutta la cupola a mosaico risalente al tempo del vescovo Neone. Entro tre anelli concentrici sono rappresentati vari soggetti:
Nel cerchio centrale, su sfondo oro, si trova la scena del Battesimo di Cristo: con San Giovanni Battista nel gesto di battezzare il Cristo immerso fino alla vita nel fiume Giordano, di cui compare anche la personificazione a destra, sottolineata dalla scritta Iordañn, come in uso nell'antica iconografia ellenistica, mentre sopra il Cristo svetta la colomba dello Spirito Santo. I volti di Gesù e del Battista furono rifatti nel XVIII secolo, per cui la parte centrale della scena, dai contorni ben visibili, non è più quella originale.
La seconda fascia presenta i dodici apostoli su sfondo azzurro, con le vesti (toga e pallio) alternate nei colori bianco e oro, e con in mano delle corone da offrire al Cristo. Le immagini presentano ancora una notevole consistenza plastica e un senso di movimento, che testimoniano gli ininterrotti rapporti con l'arte classica; contemporaneamente indice di rapporti con il mondo bizantino sono la vivace policromia, la monumentalità e la ieraticità delle figure. Gli apostoli sono intervallati da candelabre e dal cerchio superiore pendono drappi bianchi che visti dal basso formano la forma di una corolla di un fiore. Tra i riti preparatori al battesimo, nella iniziazione cristiana, principale era quello della traditio symboli, cioè dare ai candidati catecumeni il Credo, ossia l'insegnamento, l'apprendimento e la consegna per la vita della tessera fidei.

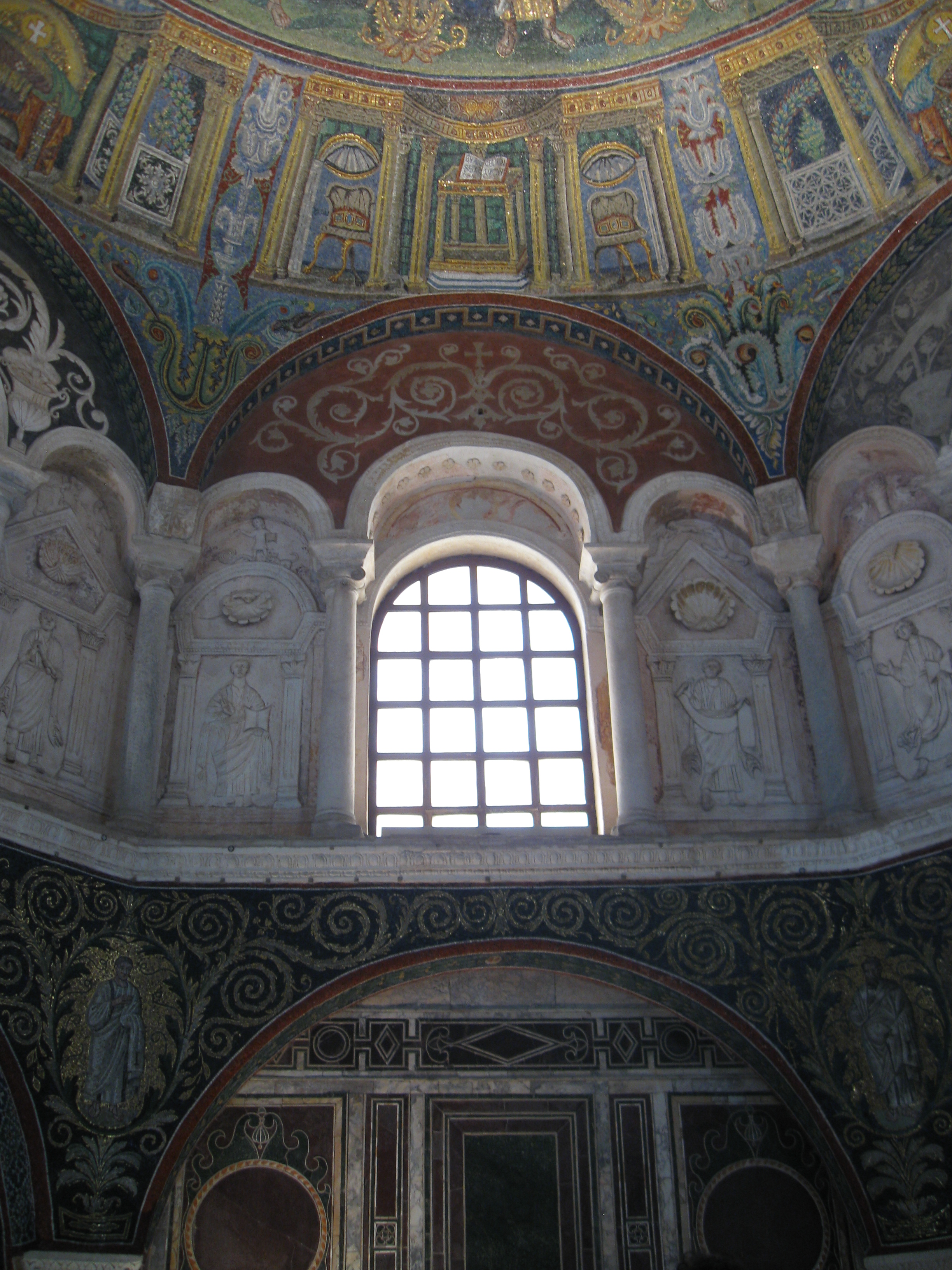
Interno

L'anello esterno, a fondo azzurro, presenta una serie di finte architetture tripartite, con una nicchia o esedra al centro di ciascuna, affiancata da due strutture portate da quattro colonne ai lati, che creano un effetto di alternanza tra concavo e convesso; queste specie di "quinte teatrali" si trovano nell'arte romana, per esempio già negli affreschi di Pompei. Al centro delle otto nicchie centrali si trovano quattro altari con il Vangelo aperto, affiancate dalle sedie vuote in cui siederanno i giusti, e quattro troni vuoti con le insegne di Cristo (l'etimasia).
Pareti
Anche le pareti vennero decorate all'epoca del vescovo Neone, nel terzo quarto del V secolo. Nel registro superiore, all'altezza delle finestre, troviamo otto archi, uno per lato, che contengono a loro volta tre archetti minori ciascuno. Quello centrale è occupato da una finestra, mentre i due laterali sono decorati da stucchi raffiguranti profeti, una volta dipinti. Questi sono sedici in tutto, quattro profeti maggiori e dodici minori. La catechesi dell'iniziazione si basava oltre che sui quattro Vangeli anche sui testi dei profeti del Vecchio Testamento, spiegando la presenza di queste figure. Durante un restauro dei primi del Novecento furono erroneamente considerate aggiunte posteriori e quindi rimosse. Quando ci si accorse che erano invece originali del V secolo fu troppo tardi, per cui oggi se ne ammirano solo delle ricostruzioni. Al di sopra degli archetti si trovano affreschi con tralci di vite, pavoni ed altri simboli.
Al piano inferiore troviamo quattro archi ciechi su colonnine, uno per lato, al cui interno sono poste lastre di porfido e marmo verde all'interno di riquadri geometrici. Gli archivolti sono occupati da mosaici, raffiguranti racemi fitomorfi di vite e figure umane. Vi sono pure, sopra le nicchie, quattro iscrizioni latine, tre con riferimenti a passi biblici (salmo 22 la prima; salmo 31 la terza; vangelo di Matteo 14, 22-23 la quarta).

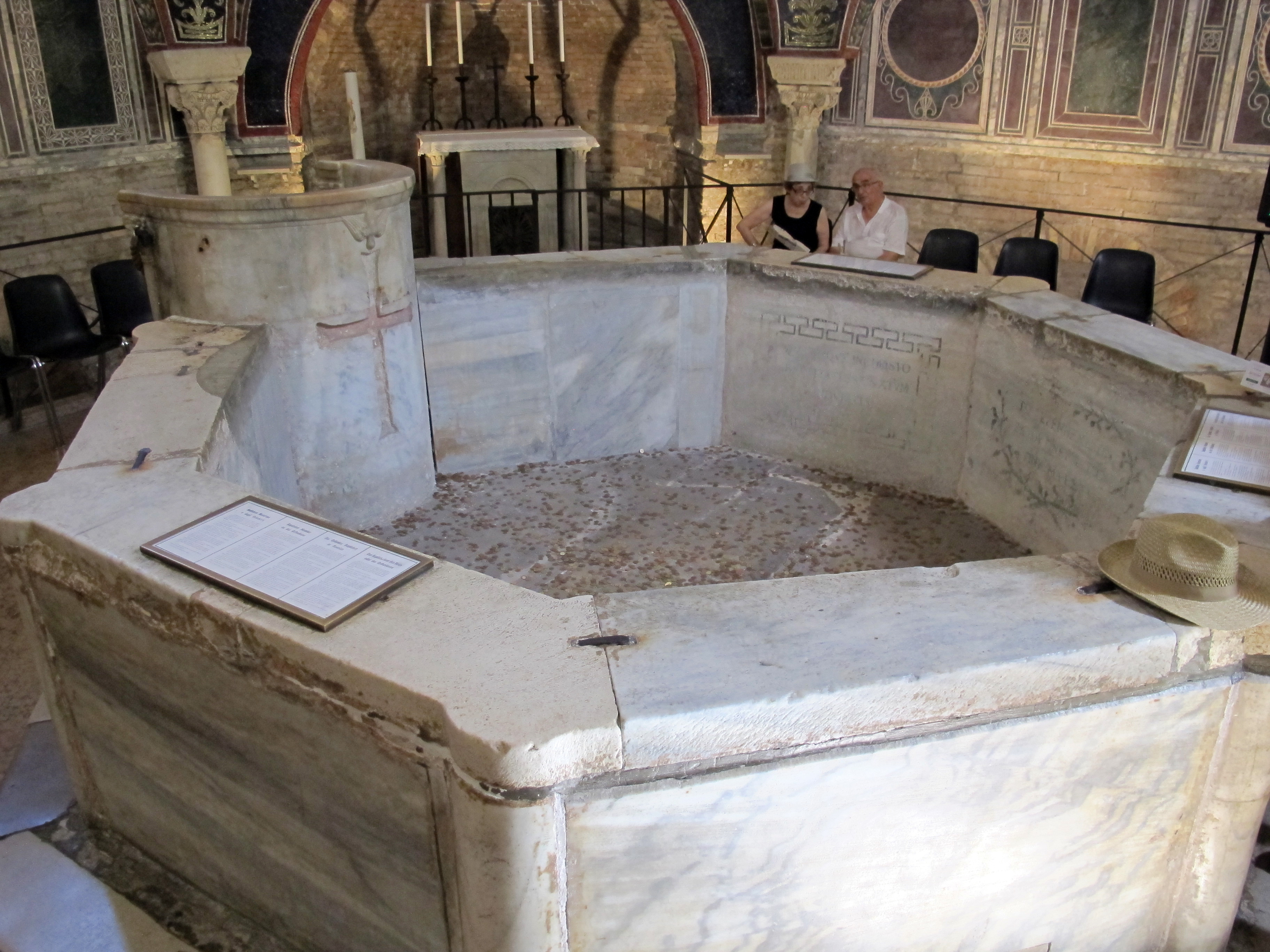
Vasca battesimale
La vasca battesimale marmorea posta al centro dell'edificio è ottagonale e risale al XVI secolo, ad eccezione dell'ambone dove saliva il sacerdote per amministrare il battesimo che è originale e risalente al V secolo.